# Jüdisches Viertel Bzenec

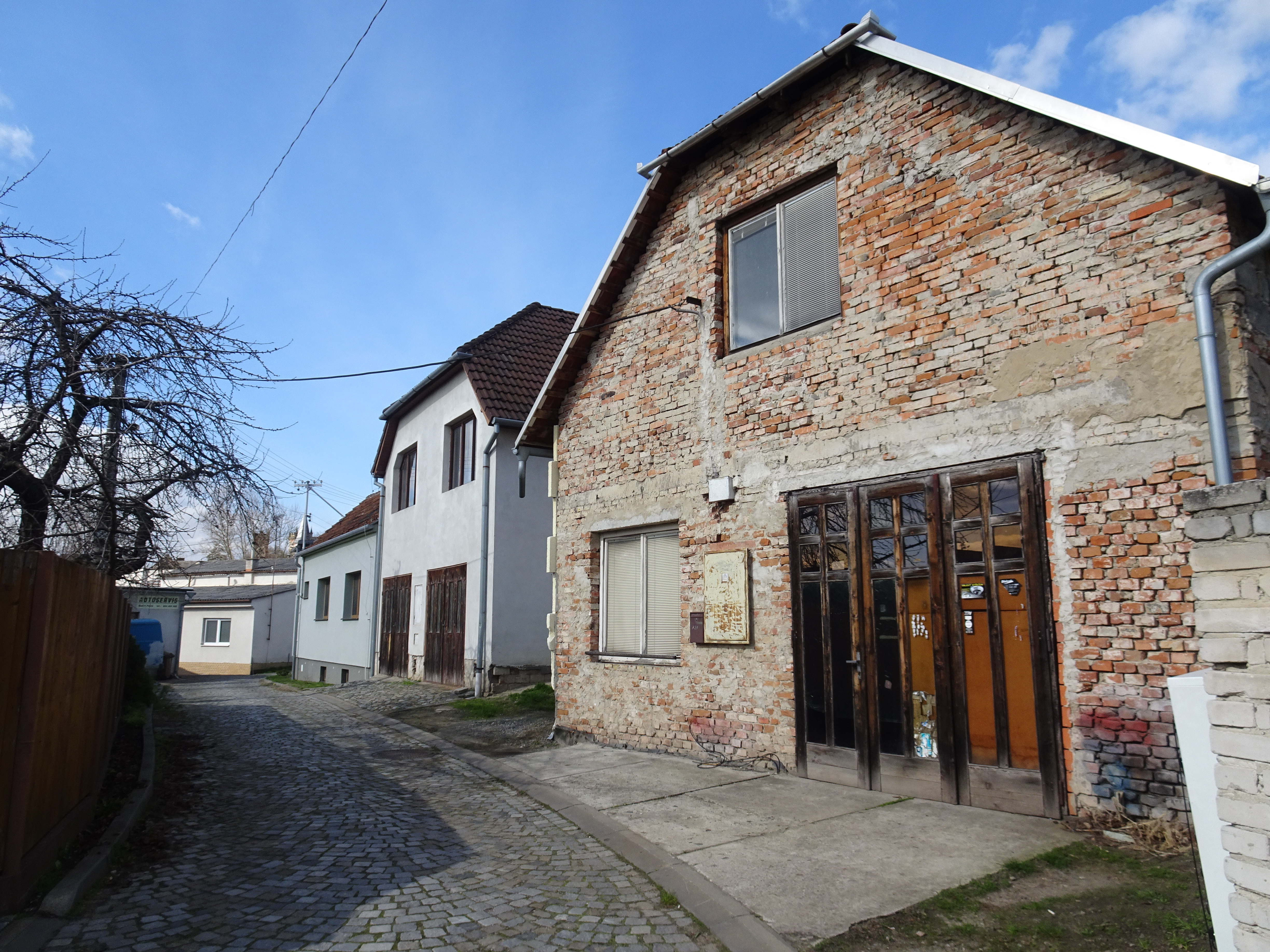
Heutige Gasse Žerotínova

Das jüdische Viertel in Bzenec (deutsch Bisenz), einer Stadt im Bezirk Okres Hodonín in der südmährischen Region Jihomoravský kraj in Tschechien, befand sich im Zentrum der Stadt.  Sowohl das jüdische Ghetto wie auch die jüdische Gemeinde spielten in der Vergangenheit eine bedeutende Rolle, was schon aus der Tatsache hervorgeht, dass der Historiker Tomáš Pešina z Čechorodu in seiner Chronik Bzenec als nidus judaeorum (d. h. das jüdische Nest) bezeichnete.

## Geschichte
Obwohl das ehemalige Ghetto erst seit dem 16. Jahrhundert belegt ist, glaubt man dessen Anfänge – genauso wie die Entstehung der jüdischen Gemeinde und der Synagoge Bzenec – bereits im 14. Jahrhundert ausmachen zu können.
Entsprechend dem Urbarium von 1604 waren im Ghetto in diesem Jahr 32 jüdische Häuser bekannt, in der Hälfte des 17. Jahrhunderts dann aber nur noch 21 Häuser (im nordwestlichen Teil der Stadt zwischen dem Hauptplatz und dem Schloss). Später siedelten sich jedoch Juden auch auf der westlichen Seite des damaligen Dolní náměstí (heute: náměstí Svobody) und entlang der nach Vracov führenden Straße an. In der zweiten Hälfte des 18. Jahrhunderts gab es im Ghetto bereits 63 Häuser mit jüdischen Einwohnern (einer anderen Quelle zufolge: 1777 93 jüdische Häuser) und am Anfang des 19. Jahrhunderts bereits 88 Häuser. Juden durften aber gegen Gebühr ihren Geschäften auch direkt auf dem Markt und in anderen Straßen außerhalb des Ghettos nachgehen und besaßen dort Häuser, kleine Läden, Metzgereien usw.
Zum Ghetto gehörte auch die Bzenecer Synagoge, in der sich zeitweilig die jüdische religiöse Schule befand, und das „Spital“ auf dem Marktplatz. Während der hebräische und religiöse Unterricht in der Synagoge stattfand, besaß die Gemeinde in der Židovská ulice (Jüdische Straße) ab 1899 auch eine eigene vierklassige allgemeine Grundschule, ein Geschenk eines Bankiers aus Wien, der in Bzenec geboren wurde. Ende des 19. Jahrhunderts wurde sie von etwa 140 Schülern besucht, die Unterrichtssprache war Deutsch. Außerhalb des Ghettos befanden sind Weinberge, die aufgrund alter Privilegien von Juden gekauft und betrieben werden durften. In der zweiten Hälfte des 17. Jahrhunderts befanden sich in jüdischen Besitz bereits 97 Weinberglagen, etwa 20 Prozent der Weiberggesamtfläche in Bzenec.
Die Substanz des Viertels wurde mehrmals durch kriegerische Auseinandersetzungen und Großbrände zum Teil stark bis ganz zerstört (was möglicherweise die recht unterschiedlichen Angaben zur Anzahl der jüdischen Häuser erklären könnte). Die Folgen des Dreißigjährigen Kriegs (1618–1648) waren lange sichtbar: noch 1655 werden in der Gemeinde 25 jüdische Ansiedlungen als verwüstet gemeldet. Auch während der Feuerbrunst 1777 wurden fast alle jüdische Häuser vernichtet. Ein Teil dieses Areals ist dennoch teilweise erhalten geblieben.

## Lage
Das Ghetto befand sich im Zentrum in der Altstadt zwischen dem Marktplatz (oder auch Dolní náměstí, heute náměstí Svobody) und dem Schloss von Bzenec im Nordwesten: es wurde durch die (heutigen) Straßen Krále Vladislava, Žerotínova, Krátká und Zámecká eingegrenzt.
Der jüdische Friedhof liegt außerhalb des eigentlichen jüdischen Viertels.